# La Lutte pour le ranch
Pour plus de détails, voir Fiche technique et Distribution.
La Lutte pour le ranch (Three Texas Steers) est un film américain réalisé par George Sherman, sorti en 1939.

## Synopsis
George Ward voudrait que Nancy Evans lui vende le ranch qu'elle a hérité de son grand-père, car il sait qu'un barrage doit être construit sur ce terrain. Nancy refuse mais un certain nombre d'accidents arrivent dans le cirque dont elle est propriétaire, accidents qui mettent le cirque en faillite. Nancy emmène le cirque sur ce qu'elle pense être son ranch, mais en fait un quiproquo les fait arriver chez Stony Brooke, Tucson Smith et Lullaby Joslin, qui vont l'aider à résoudre ses problèmes.

## Fiche technique
- Titre original : La Lutte pour le ranch[1]
- Titre original : Three Texas Steers ou Danger Rides the Range
- Réalisation : George Sherman
- Scénario : Betty Burbridge, Stanley Roberts
- Photographie : Ernest Miller
- Montage : Tony Martinelli
- Musique : William Lava
- Production : William Berke
- Société de production : Republic Pictures
- Société de distribution : Republic Pictures
- Pays d'origine :  États-Unis
- Langue originale : anglais
- Format : noir et blanc — 35 mm — 1,37:1 — son Mono (RCA "High Fidelity" Recording)
- Genre : Western
- Durée : 56 minutes
- Dates de sortie :
  - États-Unis : 12 mai 1939
  - France : 12 novembre 1949[1]

## Distribution
- John Wayne : Stony Brooke
- Ray Corrigan : Tucson Smith
- Max Terhune : Lullaby Joslin
- Carole Landis : Nancy Evans
- Ralph Graves : George Ward
- Roscoe Ates : Shérif Brown
- Collette Lyons : Lillian
- Billy Curtis : Hercule, le nain
- Ted Adams : Steve
- Stanley Blystone : Rankin
- David Sharpe : Tony
- Ethan Laidlaw (en) : Morgan
- Lew Kelly (en) : le postier